# Johannesfred
Johannesfred är ett område i södra delen av stadsdelen Ulvsunda industriområde i Västerort inom Stockholms kommun. 

## Historik
Området ritades av Björn Hedvall och byggdes av Arbetarebostadsfonden i slutet av 1940-talet och till att börja med var det många av invånarna som hade anknytning till Bromma flygplats och SAS. Här ligger Ulvsundaskolan byggd 1948. Skolan tillhör Alviks rektorsområde. Skolbyggnaden används numera även av en friskola, Lunaskolan grundskola. Johannesfred hade från början en väl utbyggd service med post, färghandel, konditori, två snabbköp, fiskaffär, skomakare, bageri, fotoaffär, cykelaffär samt "Knatteboden" som var en butik med allt från leksaker till tyger. Under tidigt 1950-talet hade området direktförbindelse till stan. Denna togs dock snabbt bort och ersattes med matarbussar till Alvik.

## Nyare historik
Området har fått ny bebyggelse i två omgångar. I slutet på 1960-talet byggdes tre flerfamiljshus på Osmundsvägen. På slutet av 1980- och början av 1990-talet förtätades bebyggelsen på Johannesfredsvägen och samtidigt anlades en ny väg och byggdes flerfamiljshus på Sellbergs tomt närmast Ulvsundasjön. 
I industriområdet närmast Johannesfred har bland annat följande företag funnits: Standard Radio & Telefon AB, Ulvsunda gummifabrik, Pripps, Sellbergs och Alcro. Kvar finns Alfort och Cronholm. Flera industribyggnader revs i samband med att Tvärbanan drogs fram. Samtidigt byggdes en betong- och stendepå i anslutning till kajen bredvid Tvärbanan. På tomten finns sedan 2015 Betongindustris betongfabrik och Jehanders grusdepå. Fabrikens 200 meter långa betongvägg mot Ulvsundasjön har blivit plats för laglig graffiti.
Genom området går Tvärbanan och sedan 28 oktober 2013 är Johannesfred namnet på en spårvagnshållplats, strax norr om den nybyggda Ulvsundabron till Traneberg, för spårväg och gång- och cykeltrafik. Direkt norr om hållplatsen ligger Ulvsundadepån som från 2014 är huvuddepå för Tvärbanan och trafikledningscentral för Tvärbanan och Nockebybanan.

## Bilder

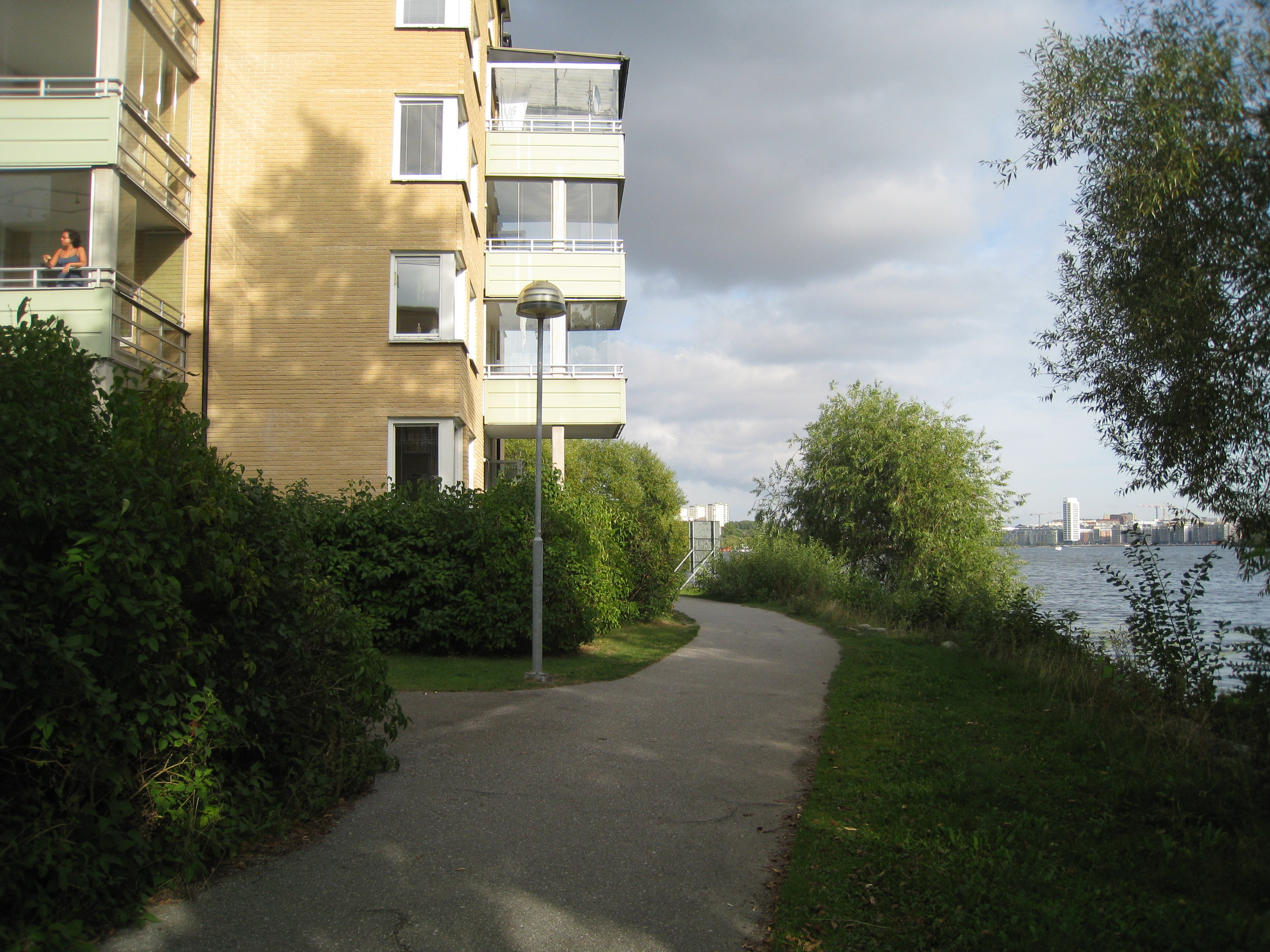
Bostadshusen vid Tackjärnsvägen ligger alldeles nära vattnet vid Ulvsundasjön.
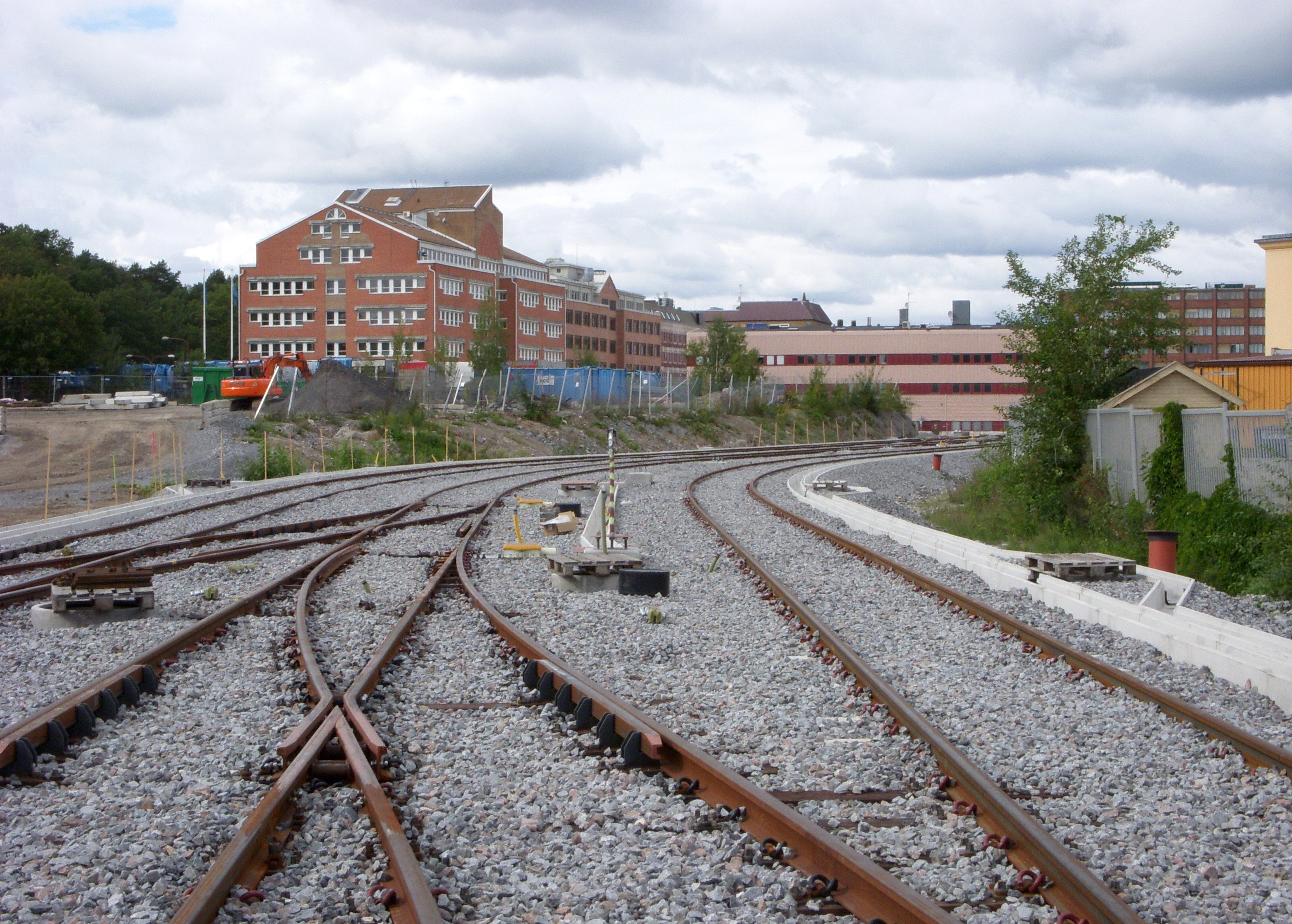
Johannesfred vy mot norr från Tväbanans nya spår, 2010.
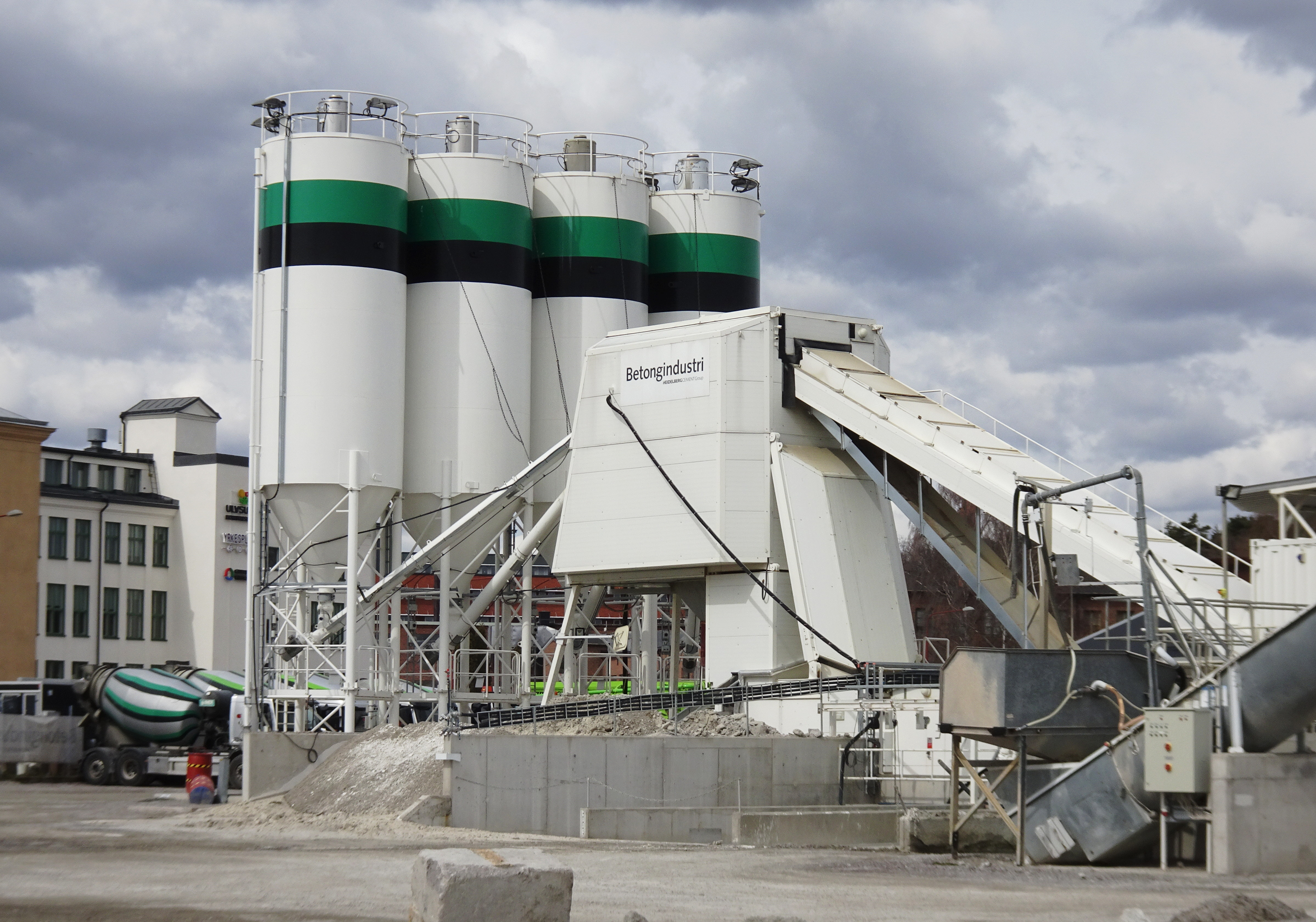
Betongindustris betongfabrik, 2017.
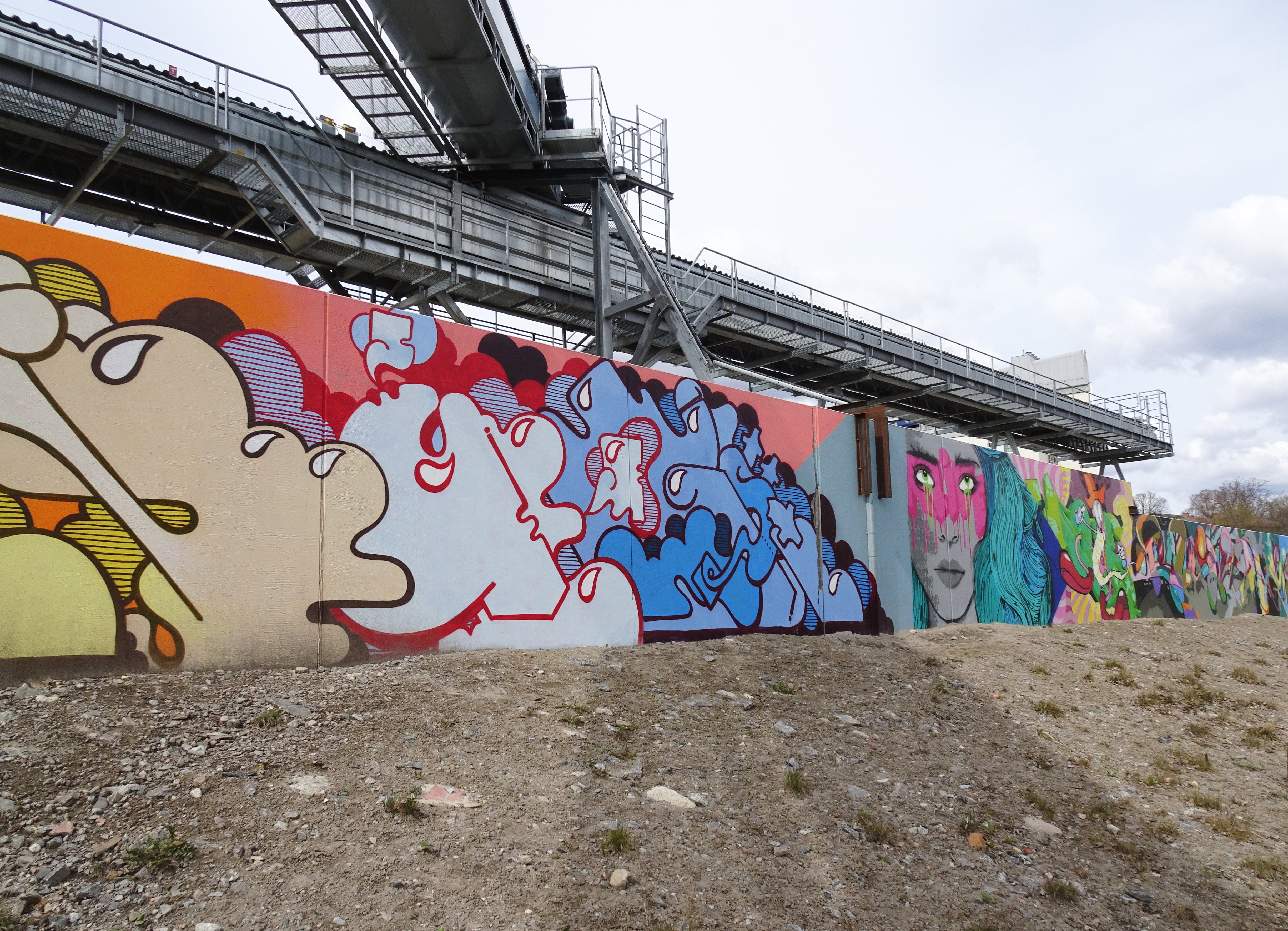
Graffitiväggen mot Ulvsundasjön.